# Dieu et l'État
Dieu et l'État est l'œuvre la plus connue du penseur anarchiste russe Mikhaïl Bakounine, publiée à titre posthume en 1882.

## Histoire de sa composition et de sa publication
À la suite de la tentative insurrectionnelle manquée de Lyon (28 septembre 1870), Bakounine rentre à Locarno. Sous la pression des évènements, il entreprend en français la rédaction d'un texte analysant les causes de la guerre franco-prussienne et la situation politique en Europe. Il entre dans une période exceptionnellement calme de sa vie et il dispose de plus de temps qu'il n'en a jamais eu. Son manuscrit prend rapidement de l'ampleur. Au fur et à mesure de la rédaction, il en envoie les pages à Genève où elles doivent être imprimées sous le contrôle de Nikolaï Ogarev et de James Guillaume. Une première livraison, reprenant les feuillets 1 à 138 du manuscrit de Bakounine, paraît fin avril 1871. Elle est intitulée L'Empire knouto-germanique et la Révolution sociale. La suite de l'ouvrage n'est pas publiée faute d'argent. La plus grande partie du manuscrit, sans compter de nombreuses variantes, reste donc inédite du vivant de son auteur. D'importants passages, expédiés à Genève, se sont dispersés par la suite (Pierre Kropotkine, par exemple, en a eu des fragments, aujourd'hui disparus, entre les mains), mais Bakounine en conservait une bonne partie dans ses papiers.
En juillet 1876, la veuve de Bakounine, Antonia Kwiatkowska, constitue un comité international chargé de publier les œuvres complètes de son mari. À cette fin, elle communique au comité une caisse pleine de manuscrits. Trouvé dans cet ensemble de documents, un premier extrait inédit du texte de 1871 (il tenait lieu de préambule à la seconde livraison de L'Empire knouto-germanique) est publié en 1878 par Élisée Reclus sous le titre, qui est de lui et non de Bakounine, de La Commune de Paris et la notion de l'État.
En avril 1882, à Genève, Reclus publie à partir d'un autre manuscrit de Bakounine une brochure, à laquelle il donne le titre de Dieu et l'État. Le texte, assez librement remanié par rapport au manuscrit original, est précédé d'une introduction que Reclus cosigne avec Carlo Cafiero. Ni Reclus ni Kropotkine, qui participe également à l'édition, ne se rendent alors compte qu'ils ont entre les mains un passage qui devait s'insérer presque immédiatement à la suite de la première livraison de L'Empire knouto-germanique et la Révolution sociale : il s'agissait en effet des feuillets 149 à 247 du manuscrit de Bakounine, continuant un chapitre que celui-ci avait intitulé Sophismes historiques de l'École doctrinaire des communistes allemands. Les feuillets 211 à 213 étant manquants, Élisée Reclus les remplace par un résumé qu'il fait d'un autre texte de Bakounine.
Ce n'est qu'en 1893 que Max Nettlau découvre le lien existant entre les différentes parties et redonne au manuscrit sa continuité initiale. Il est publié dans son intégralité pour la première fois en 1982 par Arthur Lehning, pour l'Internationaal Instituut voor Sociale Geschiedenis d'Amsterdam, dans la série des Archives Bakounine (7e volume, éditions E. J. Brill, Leyde).
En 1908, James Guillaume, qui prépare l'édition des œuvres complètes pour P.V. Stock, rétablit un texte de Dieu et l'État plus conforme au manuscrit.

## La pensée de Bakounine
Bakounine pose dans ses écrits les fondements du socialisme libertaire. L'idée centrale de Bakounine gravite autour de la liberté, bien suprême que le révolutionnaire doit rechercher à tout prix. Pour lui, à la différence des penseurs du siècle des Lumières et de la Révolution française, la liberté n'est pas une affaire individuelle mais une question sociale.
Dans Dieu et l'État, publié à titre posthume par ses amis Élisée Reclus et Carlo Cafiero, il réfute Jean-Jacques Rousseau : le bon sauvage (qui aliène sa liberté à partir du moment où il vit en société) n'a jamais existé. Au contraire, c'est le fait social qui crée la liberté : « La liberté d'autrui, loin d'être une limite ou la négation de ma liberté, en est au contraire la condition nécessaire et la confirmation. Je ne deviens libre vraiment que par la liberté d'autres, de sorte que plus nombreux sont les hommes libres qui m'entourent et plus profonde et plus large est leur liberté, et plus étendue, plus profonde et plus large devient ma liberté. » La véritable liberté n'est pas possible sans l'égalité de fait (économique, politique et sociale). La liberté et l'égalité ne peuvent se trouver qu'en dehors de l'existence d'un Dieu extérieur au monde ou d'un État extérieur au peuple. L'État, le Capital et Dieu sont les obstacles à abattre.
L'hostilité de Bakounine (et bien sûr de l'ensemble des anarchistes) envers l'État est définitive. Il ne croit pas qu'il soit possible de se servir de l'État pour mener à bien la révolution et abolir les classes sociales. Qu'il s'agisse d'un État ouvrier, du gouvernement des savants ou des « hommes de génie couronnés de vertu » comme il l'écrit au cours de sa polémique contre Mazzini, l'État, quel qu'il soit, est un système de domination qui crée en permanence ses élites et ses privilèges. Le pouvoir étatique est forcément utilisé contre le prolétariat dans la mesure où celui-ci ne peut pas administrer tout entière l'infrastructure étatique et doit déléguer cette gestion à une bureaucratie. La formation d'une « bureaucratie rouge » lui semble donc inévitable.
L'athéisme de Bakounine trouve lui aussi sa base dans la recherche de la liberté pour l'humanité : « Si Dieu est, l'homme est esclave ; or l'homme peut, doit être libre, donc Dieu n'existe pas. Je défie qui que ce soit de sortir de ce cercle ; et maintenant, qu'on choisisse. »  écrit-il 
Un autre aspect important de la pensée de Bakounine concerne l'action révolutionnaire. À la différence des marxistes qui préconisent l'intervention d'une avant-garde (le Parti, par exemple) devant guider la masse populaire sur le chemin de la révolution, l'organisation bakouninienne, même si elle est secrète, se donne uniquement le droit de soutenir la révolte, de l'encourager, en favorisant l'auto-organisation à la base. Cette conception n'est pas très différente de celle défendue plus tard par les anarcho-syndicalistes au sein d'organisations de masse. Si les marxistes attribuent au prolétariat industriel le rôle de seule classe révolutionnaire, lui opposant une paysannerie par essence réactionnaire, Bakounine estime au contraire que seule l'union entre les mondes rural et industriel est riche de potentialités révolutionnaires, la révolte anti-étatique de la paysannerie trouvant sa complémentarité dans l'esprit de discipline des ouvriers.
L'ouvrage laissé par Bakounine, n'est qu'un fragment d'un ouvrage plus vaste. L'histoire de la publication de ce morceau est racontée par James Guillaume dans L'Internationale :
« Le contenu des feuillets 139-210 du manuscrit de L'Empire knouto-germanique avait été composé à Genève à l'Imprimerie coopérative ; cette composition (dont il existe une épreuve parmi les papiers laissés par Bakounine) formait un chapitre intitulé Sophismes historiques de l'École doctrinaire des communistes allemands ; elle est restée inutilisée. Les feuillets 149-247 du manuscrit (moins les feuillets 211-213, perdus) ont été publiés en 1882 à Genève, par les soins de nos amis Carlo Cafiero et Élisée Reclus, sous ce titre qui est de leur invention : Dieu et l'État. L'avertissement que les deux éditeurs ont placé en tête de ce petit volume montre qu'ils ne connurent pas le véritable caractère des feuillets qu'ils avaient entre les mains : ils ne soupçonnèrent point qu'ils se trouvaient en présence d'une partie de ce qui aurait formé, si l'argent n'eût pas manqué pour en faire l'impression en 1871, la seconde livraison de L'Empire knouto-germanique ; ils disent, en effet : « Le mémoire que nous publions aujourd'hui n'est en réalité qu'un fragment de lettre ou de rapport. Composé de la même manière que les autres écrits de Bakounine, il a le même défaut littéraire, le manque de proportions ; en outre, il est brusquement interrompu : toutes les recherches faites par nous pour retrouver la fin du manuscrit ont été vaines. » Cette dernière assertion est incompréhensible pour moi : car cette fin du manuscrit — qui existe encore aujourd'hui — devait être, aussi bien que la partie publiée par Reclus et Cafiero, dans la caisse contenant les papiers inédits de Bakounine, caisse qui m'avait été envoyée en 1877, et que j'ai remise à Élisée Reclus en 1878. Les feuillets 248-285, que Reclus et Cafiero n'avaient pu «retrouver», sont encore inédits. »

## Éditions
Dieu et l'État a été traduit en plus de 40 langues dont l'anglais, l'allemand, l'italien, l'espagnol, le portugais, le polonais, le tchèque, le roumain, le néerlandais, le yiddish, le bulgare, le russe, le norvégien, le chinois, le japonais. Il a connu au moins 90 éditions, reprenant pour la plupart le texte de 1882. 
En 1883, l'anarchiste américain Benjamin Tucker traduit en anglais le livre, dans sa version amendée par Reclus, et le distribue sous forme de brochure à Boston. Une traduction conforme au manuscrit est publiée en 1910 par Nettlau aux Freedom Press à Londres. En 1916, l'anarchiste américaine Emma Goldman publie une réimpression de l'édition londonienne de 1910 pour le journal radical Mother Earth.

## Un secondDieu et l'État
En 1895, lorsque Max Nettlau fait paraître aux Éditions Stock le premier volume des œuvres complètes de Bakounine, il y publie un texte correspondant aux feuillets 286-340 du manuscrit. Pour une raison incompréhensible, il donne à ce morceau le titre de Dieu et l'État, source évidente de confusion avec le fragment publié en 1882 par Reclus.

## Sources
- Arthur Lehning, introduction à Michel Bakounine, Archives Bakounine, volume 7, L'Empire knouto-germanique et la révolution sociale, E.J. Brill, Leyde, 1982. Réimpression aux éditions Champ libre en 1982, puis aux éditions Tops/Trinquier en 2003.